# Santa Lucía (Barinas)
Pour les articles homonymes, voir Santa Lucia.
Santa Lucía est l'une des quatorze paroisses civiles de la municipalité de Barinas dans l'État de Barinas au Venezuela. Sa capitale est Santa Lucía. En 2011, sa population s'élève à 5 780 habitants et en 2018 à 6 439 habitants.

## Géographie

### Démographie
Hormis sa capitale Santa Lucía, la paroisse civile possède plusieurs localités dont :
- Carvajal
- La Cascabel
- Madre Vieja del Este
- Madre Vieja del Medio
- Madre Vieja del Sur
- Sabana de Calleja
- Sabana de Laguna Hermosa Sur
- Santa Lucía
  - Guache

## Sources
- (es) Cet article est partiellement ou en totalité issu de l’article de Wikipédia en espagnol intitulé « Municipio Barinas » (voir la liste des auteurs).